# Вавилон-Берлин
«Вавилон-Берлин» (нем. Babylon Berlin) — немецкий драматический телесериал в жанре неонуара. Его создателями, сценаристами и режиссёрами выступают Том Тыквер, Ахим фон Боррис и Хендрик Хендлёгтен, а основой для сериала послужили романы писателя Фолькера Кучера. Действие сериала разворачивается в 1929 году в Германии во времена заката Веймарской республики. Главными героями являются инспектор полиции Гереон Рат, прибывающий из Кёльна в Берлин в связи с громким делом о шантаже должностных лиц, и Шарлотта Риттер, которая днём работает стенотиписткой в полиции, а по ночам — проституткой и мечтает стать первой женщиной-следователем.
Премьера сериала состоялась 13 октября 2017 года на немецком платном телеканале Sky 1, входящем в концерн Sky Deutschland. Были показаны 16 эпизодов, первые восемь из которых официально известны как первый сезон, а вторые восемь — как второй сезон. В США, Канаде и Австралии первые два сезона были выпущены на сервисе Netflix. Премьера третьего сезона состоялась 24 января 2020 года на Sky 1. Четвёртый сезон, действие которого происходит зимой 1930—1931 годов, был снят в 2021 году, а его премьера состоялась 8 октября 2022 года. В июне 2023 года сериал продлили на пятый сезон.
«Вавилон-Берлин» является самым дорогим сериалом, снятым не на английском языке: бюджет первых двух сезонов составил 40 миллионов евро.

## Сюжет
Действие сериала разворачивается в 1929 году в Германии во времена заката Веймарской республики. Главный герой, инспектор полиции Гереон Рат, прибывает из Кёльна в Берлин, чтобы найти порнографический фильм, которым шантажируют обер-бургомистра Кёльна Конрада Аденауэра. В полицай-президиуме на Александерплац Гереон начинает расследование дела вместе со своим коллегой Бруно Вольтером, ежедневно сталкиваясь с наркотиками, политикой, убийствами и экстремизмом.

## Актёры и персонажи
- Фолькер Брух — инспектор полиции Гереон Рат, переведенный из Кёльна на службу в Берлин. Во время Первой мировой войны сражался в рядах Германской имперской армии. Страдает посттравматическим синдромом, вызванным участием в боевых действиях, и чувством вины по отношению к своему брату Анно, который с войны числится пропавшим без вести. Состоит в тайных любовных отношениях с Хельгой Рат, женой своего пропавшего брата.
- Лив Лиза Фрис — Шарлотта Риттер, девушка из бедного рабочего района Веддинг, по ночам подрабатывает проституткой в кабаре Moka Efti. Поступает на службу в берлинскую полицию и мечтает стать первой женщиной-следователем по раскрытию убийств.
- Петер Курт[англ.] — детектив Бруно Во́льтер, старший инспектор берлинской полиции, ветеран Первой мировой войны, идейный монархист.
- Маттиас Брандт — советник Август Бенда, социал-демократ и глава политической полиции Берлина, еврей по происхождению. Одинаково ненавидит монархистов, коммунистов и нацистов. В течение многих лет Бенда расследует деятельность чёрного рейхсвера — нелегальной военизированной организации, которая пытается обойти условия Версальского договора.
- Антон фон Люке – Штефан Енике, молодой криминалист, подчинённый Бруно Вольтера. Обладает способностями к сурдопереводу.
- Леони Бенеш — Грета Овербек, друг детства Шарлотты Риттер и служанка советника Бенды.
- Эрнст Штёцнер — генерал-майор Курт Зеегерс, член Чёрного рейхсвера и командир Бруно Вольтера во время Первой мировой войны. Вдохновитель запланированного государственного переворота.
- Денис Бургазлиев — полковник Трохин, советский дипломат и сотрудник тайной полиции Иосифа Сталина. Занимается организацией пыток и убийств антисоветской эмиграции в Берлине.
- Северия Янушаускайте — графиня Светлана Сорокина, представительница белой эмиграции. Певица в кабаре Moka Efti, шпионка на службе у советской власти. Графиня является тайной любовницей лидера троцкистов Алексея Кардакова и фабриканта Альфреда Ниссена, сторонника правых взглядов.
- Ханна Херцшпрунг — Хельга Рат, тайная любовница Гереона Рата на протяжении свыше десяти лет и жена его брата Анно, который пропал на войне.
- Иван Шведов — Алексей Кардаков, русский скрипач и лидер троцкистов в Берлине.
- Ларс Айдингер — Альфред Ниссен, производитель оружия, сотрудничающий с офицерами Рейхсвера и Фрайкора.
- Фритци Хаберландт — Элизабет Бенке, вдова военного и квартирная хозяйка Гереона Рата. Считается тайной любовницей Бруно Вольтера, который служил на войне вместе с её мужем.
- Йордис Трибель — доктор Фёлькер, врач для бедняков в берлинском районе Кройцберг и член Коммунистической партии Германии.
- Мишель Матичевич — Эдгар «Армянин» Касабян, владелец кабаре «Moka Efti» и лидер организованной преступности в Берлине. Безжалостный, но принципиальный гангстер. Тайный покровитель инспектора Гереона Рата.
- Бенно Фюрман — полковник Гюнтер Вендт, личный референт рейхспрезидента, член Чёрного рейхсвера, позднее начальник политической полиции.
- Франк Кюнстер —«Святой Иосиф», наёмный убийца в преступной группировке Армянина. Получил своё прозвище из-за того, что во время выполнения заданий для своего босса носит рясу и колоратку католического священника.
- Валера Канищев — Михаил Фалин, сотрудник советского посольства и убийца на службе секретной полиции Иосифа Сталина.
- Ларри Маллинс (a.k.a. Тоби Даммит) — Вилли Шурике, барабанщик в кабаре «Moka Efti».
- Йенс Харцер — доктор Шмидт, психолог, специализирующийся на лечении ветеранов Первой мировой войны с ПТСР. Среди его клиентов — Эдгар «Армянин» и Гереон Рат.
- Карл Марковиц  — Самуэль Кательбах, журналист, живущий в пансионате фрау Бенке по соседству с Гереоном. Впоследствии присоединяется к журналистскому расследованию деятельности «Чёрного рейхсвера».
- Брайан Ферри — певец в кабаре «Moka Efti».

## Список эпизодов

### Сезон 1 (2017)
Режиссёрами и сценаристами всех серий первого сезона выступили Хендрик Хендлогтен, Том Тыквер и Ахим фон Боррис.
| № | Название    | Дата премьеры   |
| - | ----------- | --------------- |
| 1 | «Episode 1» | 13 октября 2017 |
| 2 | «Episode 2» | 13 октября 2017 |
| 3 | «Episode 3» | 20 октября 2017 |
| 4 | «Episode 4» | 20 октября 2017 |
| 5 | «Episode 5» | 27 октября 2017 |
| 6 | «Episode 6» | 27 октября 2017 |
| 7 | «Episode 7» | 3 ноября 2017   |
| 8 | «Episode 8» | 3 ноября 2017   |

### Сезон 2 (2017)
Режиссёрами и сценаристами всех серий второго сезона выступили Хендрик Хендлогтен, Том Тыквер и Ахим фон Боррис.
| № | Название     | Дата премьеры  |
| - | ------------ | -------------- |
| 1 | «Episode 9»  | 10 ноября 2017 |
| 2 | «Episode 10» | 10 ноября 2017 |
| 3 | «Episode 11» | 17 ноября 2017 |
| 4 | «Episode 12» | 17 ноября 2017 |
| 5 | «Episode 13» | 24 ноября 2017 |
| 6 | «Episode 14» | 24 ноября 2017 |
| 7 | «Episode 15» | 1 декабря 2017 |
| 8 | «Episode 16» | 1 декабря 2017 |

### Сезон 3 (2020)
| №  | Название     | Дата премьеры   |
| -- | ------------ | --------------- |
| 1  | «Episode 17» | 24 января 2020  |
| 2  | «Episode 18» | 24 января 2020  |
| 3  | «Episode 19» | 31 января 2020  |
| 4  | «Episode 20» | 31 января 2020  |
| 5  | «Episode 21» | 7 февраля 2020  |
| 6  | «Episode 22» | 7 февраля 2020  |
| 7  | «Episode 23» | 14 февраля 2020 |
| 8  | «Episode 24» | 14 февраля 2020 |
| 9  | «Episode 25» | 21 февраля 2020 |
| 10 | «Episode 26» | 21 февраля 2020 |
| 11 | «Episode 27» | 28 февраля 2020 |
| 12 | «Episode 28» | 28 февраля 2020 |

### Сезон 4 (2022)
Действие происходит летом 1931 года на фоне усугубляющегося экономического кризиса и ожесточенной уличной борьбы между штурмовыми отрядами НСДАП и бойцами немецкой коммунистической организации «Союз красных фронтовиков». Рат получает задание вместе с агентами ФБР вести слежку за Абрахамом Гольдштейном, американским гангстером еврейского происхождения. Вскоре он оказывается в центре опасных заговоров и интриг. Его подруга Шарлотта Риттер получает должность комиссара полиции и свое первое дело, которое вскоре переплетается с делом Рата.
| №  | Название     | Дата премьеры   |
| -- | ------------ | --------------- |
| 1  | «Episode 29» | 10 октября 2022 |
| 2  | «Episode 30» | 10 октября 2022 |
| 3  | «Episode 31» | 17 октября 2022 |
| 4  | «Episode 32» | 17 октября 2022 |
| 5  | «Episode 33» | 24 октября 2022 |
| 6  | «Episode 34» | 24 октября 2022 |
| 7  | «Episode 35» | 31 октября 2022 |
| 8  | «Episode 36» | 31 октября 2022 |
| 9  | «Episode 37» | 7 ноября 2022   |
| 10 | «Episode 38» | 7 ноября 2022   |
| 11 | «Episode 39» | 14 ноября 2022  |
| 12 | «Episode 40» | 14 ноября 2022  |

## Производство

### Разработка
Соавторами сериала являются Том Тыквер, Хендрик Хандлогтен и Ахим фон Боррис, которые написали сценарий и выступили также в качестве режиссёров. Съёмки первых двух сезонов начались в мае 2016 года и заняли восемь месяцев.
Продюсерами выступили немецкая общественная телерадиокомпания ARD и платный телеканал Sky. В рамках  соглашения премьера состоялась на Sky 13 октября 2017 года, а ARD показала бесплатную трансляцию 30 сентября 2018 года. Сервис Netflix приобрёл права на показ сериала в США, Канаде и Австралии, где он доступен с английским дубляжем и субтитрами.

### Последующие сезоны
После годичного перерыва производство сериала возобновилось в конце 2018 года. Съёмки третьего сезона длились шесть месяцев и завершились в мае 2019 года. На 32-й церемонии вручения премии Европейской киноакадемии в декабре 2019 года шоураннеры Ахим фон Боррис, Хенк Хандлогтен и Том Тыквер заявили, что третий сезон находится на стадии постпродакшн и что планируется четвёртый сезон.
В интервью Berliner Zeitung в январе 2020 года актриса Лив Лиза Фрис сообщила, что производство четвёртого сезона, вероятно, начнётся в конце 2020 или в начале 2021 года.
Работа над сценарием четвёртого сезона по роману Гольдштейн, действие которого происходит в середине 1931 года, началась в октябре 2020 года. Съёмки начались весной 2021 года и завершились в сентябре 2021 года. Показ начался в октябре 2022 года.

## Эпоха
В интервью The Wall Street Journal один из соавторов шоу, режиссёр и сценарист Том Тыквер, рассказал об эпохе, нашедшей отражение в сериале:
В то время люди не осознавали, насколько абсолютно нестабильной являлась новая конструкция общества, которую представляла собой Веймарская республика. Нас заинтересовала эта тема, потому что хрупкость демократии подвергалась серьезным испытаниям в последние годы  ... К 1929 году появились новые возможности. У женщин стало больше возможностей принимать участие в жизни общества, особенно на рынке труда, поскольку Берлин был переполнен новым мышлением, новым искусством, театром, музыкой и журналистикой... Люди склонны забывать, что это была очень тяжелая эпоха в истории Германии. Повсюду царила бедность, а люди, пережившие войну, страдали от множества травм.
В первых двух сезонах заметную роль играют коммунисты (члены Компартии Германии), представители СССР и особенно троцкисты (советским послом в Германии с 1923 по 1930 год был бывший союзник Троцкого Николай Крестинский). В сериале нашли отражение события Блутмая (Кровавого мая), ожесточенного противостояния между коммунистическими демонстрантами и сотрудниками берлинской полиции в начале мая 1929 года, а также незаконные военизированные формирования, известные как Чёрный рейхсвер и созданные немецкой армией в обход Версальского договора. С другой стороны, лидер нацистской партии Адольф Гитлер в течение первых двух сезонов сериала упоминается лишь мимоходом.

## Исторические и другие ошибки
- В 1-й серии 1-го сезона звучит лозунг «Да здравствует Четвёртый интернационал», который был учреждён в 1938 году.
- В 1-й серии 1-го сезона машинисты в захваченном паровозе вооружены пистолетом-пулемётом «Суоми» Kp-31 образца 1931 года, хотя по сюжету на дворе 1929 год.
- В первой половине 1-го сезона упоминается «Линия Зигфрида», возведение которой началось лишь в 1936 году.
- В 7-й серии 1-го сезона при обыске на товарной станции Анхальтер, полицейские изымают оружие, среди которого советский пистолет ТТ, который был разработан четырьмя годами позже — в 1933 году.
- Во втором сезоне телесериала появляется самолёт Ю-52, который был разработан в 1930 году, а серийно стал производиться в 1932 году. Ю-52 фигурирует в сериале как исключительно транспортный самолёт, хотя в реальности он с самого начала использовался и как авиалайнер. Главные герои совершают на нем 15-часовой беспосадочный перелет Берлин-Липецк-Берлин общей дальностью 3600 км, чтобы произвести аэрофотосъемку немецкой авиашколы под Липецком, тогда как перегоночная дальность самолёта Ю-52 даже с дополнительными баками составляла всего 1300 км.
- В последней серии 2-го сезона звучит песня «Мрачное воскресенье» Режё Шереша. Однако впервые она была исполнена в 1933 году, а действие происходит в 1929 году.
- В ОГПУ и РККА по состоянию на 1929 год не было воинских званий «генерал», «полковник». В лесах не прятались партизанские отряды «троцкистов», а советское посольство в Берлине не охраняли красноармейцы с винтовками.
- В 8-й серии 2-го сезона фосген загорается от искры. Реально фосген достаточно инертный газ, с кислородом реагирует крайне неохотно.